# Karl Adolf Huber
Karl Adolf Huber (* 28. Juni 1811 in Wädenswil; † 29. April 1889 ebenda, reformiert, heimatberechtigt in Wädenswil) war ein Schweizer Politiker.

## Biografie
Karl Adolf Huber wurde am 28. Juni 1811 als Sohn des Landschreibers Hans Jakob Huber in Wädenswil geboren. Huber erhielt zunächst Privatunterricht in Stäfa. Im Anschluss besuchte er juristische Vorlesungen am Carolinum beziehungsweise an der Universität Zürich, bis er schliesslich das Studium der Rechte in Heidelberg absolvierte.
In der Folge war er von 1831 bis 1856 als Bezirksgerichtsschreiber in Horgen beschäftigt. Danacb war Huber bis 1861 als Staatsschreiber tätig. Dazu gehörte er von 1850 bis 1874 dem Kantonsrat sowie von 1861 bis 1869 dem Zürcher Regierungsrat an. Darüber hinaus nahm Huber in den Jahren 1849 bis 1863 Einsitz in den Nationalrat.
Als Privatier verlor Karl Adolf Huber bei Börsenspekulationen den Grossteil seines Vermögens, worauf er wieder das Amt eines Bezirksrichters,  1875 eines Bezirksgerichtspräsidenten, übernahm. Vom liberalen Kreis um Alfred Escher stand Huber den Demokraten am nächsten. Karl Adolf Huber war der Initiant des Zürcher Gemeindegesetzes aus dem Jahr 1866.
Er war in erster Ehe seit 1836 mit Sophie, der Tochter des Bezirksrichters aus Wädenswil Hans Heinrich Blattmann, sowie in zweiter Ehe seit 1860 mit Maria Elisabeth geborene Dietrich aus Gampelen verheiratet. Karl Adolf Huber starb am 29. April 1889 zwei Monate vor Vollendung seines 78. Lebensjahres in Wädenswil.

## Weblink
- Publikationen von und über Karl Adolf Huber im Katalog Helveticat der Schweizerischen Nationalbibliothek

| Personendaten    | Personendaten       |
| ---------------- | ------------------- |
| NAME             | Huber, Karl Adolf   |
| KURZBESCHREIBUNG | Schweizer Politiker |
| GEBURTSDATUM     | 28. Juni 1811       |
| GEBURTSORT       | Wädenswil           |
| STERBEDATUM      | 29. April 1889      |
| STERBEORT        | Wädenswil           |